# Yamaha BT 1100 Bulldog
La Yamaha BT 1100 Bulldog è una motocicletta prodotta dalla casa motociclistica giapponese Yamaha dal 2001 al 2007. 
Era disponibile nella sola cilindrata di 1063 cm³.

## Profilo e contesto
Alimentata da un motore V2 a 4 tempi con angolo tra le bancate di 75° dalla cubatura totale di 1063 cm³, la BT 1100 Bulldog è stata progettata appositamente per il mercato europeo e annunciata a giugno 2001, venendo presentata al pubblico durante la fiera motociclistica Intermot svoltasi nel settembre di quell'anno a Monaco di Baviera, ed è stata venduta fino al 2007. 
Il motore V2 era derivato da altre moto della casa nipponica, tra cui quello della Yamaha XV 1100.
Nel 2005 è stata sottoposta ad un restyling.
La moto è stata prodotta dalla filiale Yamaha Italia nell'ex fabbrica di Belgarda.

## Caratteristiche tecniche
| Caratteristiche tecniche - Yamaha BT 1100 Bulldog                           | Caratteristiche tecniche - Yamaha BT 1100 Bulldog        | Caratteristiche tecniche - Yamaha BT 1100 Bulldog        | Caratteristiche tecniche - Yamaha BT 1100 Bulldog        | Caratteristiche tecniche - Yamaha BT 1100 Bulldog        | Caratteristiche tecniche - Yamaha BT 1100 Bulldog        |
| --------------------------------------------------------------------------- | -------------------------------------------------------- | -------------------------------------------------------- | -------------------------------------------------------- | -------------------------------------------------------- | -------------------------------------------------------- |
|                                                                             |                                                          |                                                          |                                                          |                                                          |                                                          |
| Dimensioni e pesi                                                           |                                                          |                                                          |                                                          |                                                          |                                                          |
| Ingombri (lungh.×largh.×alt.)                                               | 2085 × 745 × 1110 mm                                     | 2085 × 745 × 1110 mm                                     | 2085 × 745 × 1110 mm                                     | 2085 × 745 × 1110 mm                                     | 2085 × 745 × 1110 mm                                     |
| Interasse: 1530 mm                                                          | Interasse: 1530 mm                                       | Massa a vuoto:                                           | Massa a vuoto:                                           | Serbatoio: 20 l                                          | Serbatoio: 20 l                                          |
| Meccanica                                                                   |                                                          |                                                          |                                                          |                                                          |                                                          |
| Tipo motore: V2 di 75° a 4 tempi raffreddato ad aria                        | Tipo motore: V2 di 75° a 4 tempi raffreddato ad aria     | Tipo motore: V2 di 75° a 4 tempi raffreddato ad aria     | Tipo motore: V2 di 75° a 4 tempi raffreddato ad aria     | Raffreddamento: ad aria                                  | Raffreddamento: ad aria                                  |
| Cilindrata                                                                  | 1063 cm³ (Alesaggio 95 × Corsa 75 mm)                    | 1063 cm³ (Alesaggio 95 × Corsa 75 mm)                    | 1063 cm³ (Alesaggio 95 × Corsa 75 mm)                    | 1063 cm³ (Alesaggio 95 × Corsa 75 mm)                    | 1063 cm³ (Alesaggio 95 × Corsa 75 mm)                    |
| Distribuzione: SOHC a 8 valvole                                             | Distribuzione: SOHC a 8 valvole                          | Distribuzione: SOHC a 8 valvole                          | Alimentazione: carburatori Mikuni                        | Alimentazione: carburatori Mikuni                        | Alimentazione: carburatori Mikuni                        |
| Potenza: 48 kW (65 CV) a 5500 giri/min                                      | Potenza: 48 kW (65 CV) a 5500 giri/min                   | Coppia: 88 Nm (9 kpm) a 4500 giri/min                    | Coppia: 88 Nm (9 kpm) a 4500 giri/min                    | Rapporto di compressione: 8,3:1                          | Rapporto di compressione: 8,3:1                          |
| Frizione: bagno d'olio                                                      | Frizione: bagno d'olio                                   | Frizione: bagno d'olio                                   | Cambio: 5 marce                                          | Cambio: 5 marce                                          | Cambio: 5 marce                                          |
| Accensione                                                                  | elettronica                                              | elettronica                                              | elettronica                                              | elettronica                                              | elettronica                                              |
| Trasmissione                                                                | Primaria a ingranaggi e finale a cardano                 | Primaria a ingranaggi e finale a cardano                 | Primaria a ingranaggi e finale a cardano                 | Primaria a ingranaggi e finale a cardano                 | Primaria a ingranaggi e finale a cardano                 |
| Avviamento                                                                  | elettrico                                                | elettrico                                                | elettrico                                                | elettrico                                                | elettrico                                                |
| Ciclistica                                                                  |                                                          |                                                          |                                                          |                                                          |                                                          |
| Telaio                                                                      | acciaio                                                  | acciaio                                                  | acciaio                                                  | acciaio                                                  | acciaio                                                  |
| Sospensioni                                                                 | Anteriore: forcella telescopica / Posteriore: forcellone | Anteriore: forcella telescopica / Posteriore: forcellone | Anteriore: forcella telescopica / Posteriore: forcellone | Anteriore: forcella telescopica / Posteriore: forcellone | Anteriore: forcella telescopica / Posteriore: forcellone |
| Freni                                                                       | Anteriore: doppio disco / Posteriore: disco              | Anteriore: doppio disco / Posteriore: disco              | Anteriore: doppio disco / Posteriore: disco              | Anteriore: doppio disco / Posteriore: disco              | Anteriore: doppio disco / Posteriore: disco              |
| Fonte dei dati: Test e specifiche tecniche su motorcycle.com moto.it (peso) |                                                          |                                                          |                                                          |                                                          |                                                          |